# Manuel Prietl
Manuel Prietl (ur. 3 sierpnia 1991 w Deutschlandsbergu) – austriacki piłkarz występujący na pozycji pomocnika w niemieckim klubie Arminia Bielefeld. Wychowanek Kapfenberger SV, w trakcie swojej kariery grał także w takich zespołach, jak SV Gleinstätten, TSV Hartberg oraz SV Mattersburg. Młodzieżowy reprezentant Austrii.